# Ацаламов, Артур Абубакарович
Арту́р Абубака́рович Ацала́мов (род. 19 мая 1976, Грозный) — российский певец, рок-музыкант, автор песен. Народный артист Чеченской Республики (2006).

## Биография
Родился и вырос Артур в Чечне, в семье простых рабочих. В 1993 году вместе с мамой переехал в Братск, однако затем вернулся в Чечню. В начале 1996 года приехал в Ингушетию, где работал в филармонии. До приезда в Москву зарабатывал сбором кирпичей на стройках. В начале 2000-х основал рок-группу «Мёртвые Дельфины».
Артур Ацаламов написал несколько песен для певца Оскара (Шамиля Малкандуева), в том числе: «Бег по острию ножа», «Паноптикум» и «Мажь вазелином».
Совместно с солистом группы «Бекхан» Бекханом Барахоевым написал текст и музыку для песни «Повесть ангела».